# Двухобъективный зеркальный фотоаппарат
Двухобъекти́вный зерка́льный фотоаппара́т (TLR — англ. Twin-Lens Reflex camera) — разновидность зеркальных фотоаппаратов, в которой съёмка и визирование происходят через разные объективы. Оба объектива имеют одинаковое поле зрения и связаны между собой зубчатой передачей, обеспечивающей синхронную фокусировку. Неподвижное зеркало не перекрывает свет от объектива к фотоплёнке, поскольку расположено за объективом видоискателя в другой секции камеры.
В некоторых фотоаппаратах вместо синхронного вращения оправ объективов используется их продольное перемещение на общей доске с фокусировочным мехом. Объектив видоискателя часто имеет упрощённую конструкцию и более высокую светосилу, чем съёмочный.
Двухобъективные зеркальные фотоаппараты стали дальнейшим развитием двойных форматных камер, получивших распространение в конце 1890-х годов. Один из двух объективов таких фотоаппаратов выполнял роль съёмочного, а второй служил для постоянного визирования и фокусировки при синхронном перемещении на общей доске. Наклонное зеркало, установленное за вторым объективом под углом 45°, повысило удобство визирования, давая изображение с нормальной ориентацией по вертикали.

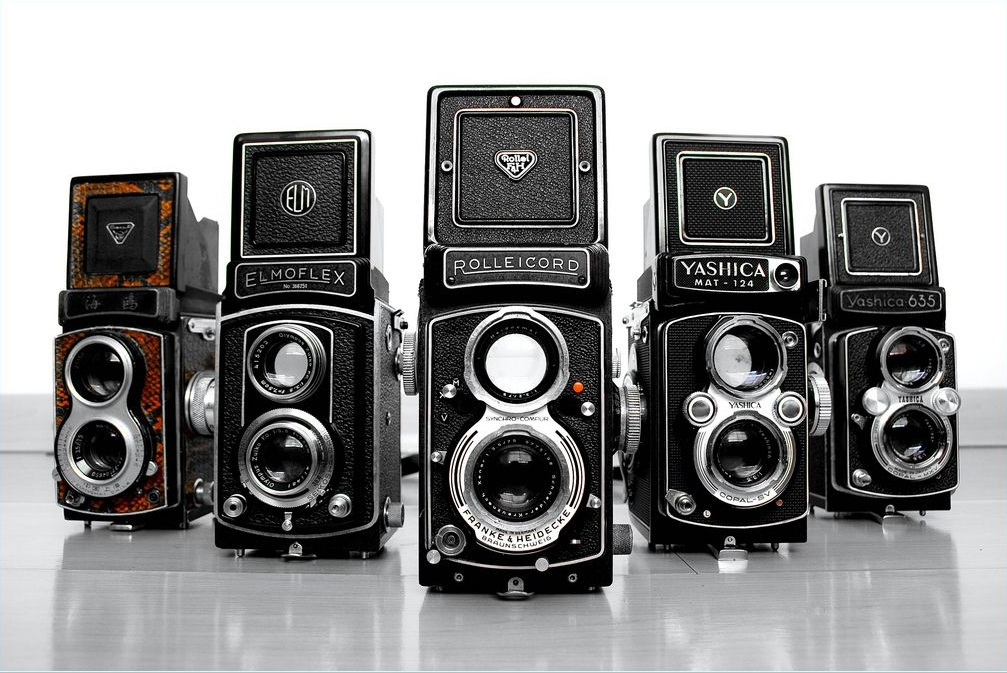
Двухобъективные зеркальные фотоаппараты разных немецких и японских производителей

Некоторые авторы выделяют подтип псевдо-двухобъективные — простейшие и шкальные фотоаппараты с большим зеркальным видоискателем без подвижной оптики («Комсомолец», Kodak Duaflex).

## Сравнение двухобъективных и однообъективных зеркальных фотоаппаратов

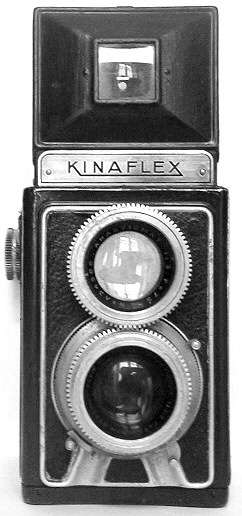
Зубчатая передача, соединяющая кольца фокусировки объективов фотоаппарата «Kinaflex»

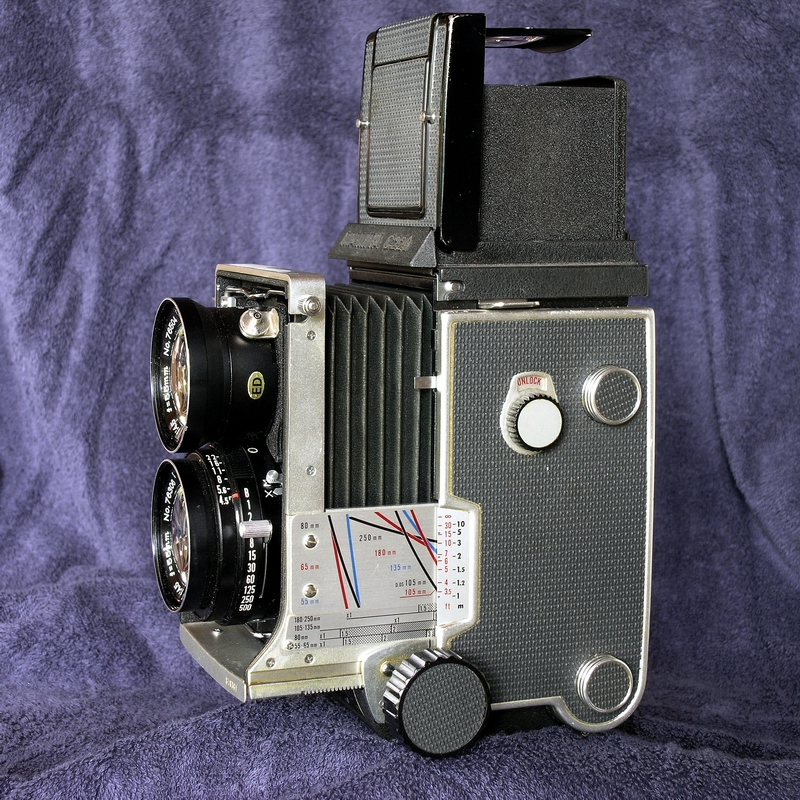
Фотоаппарат «Mamiya C 220» с фокусировочным мехом общей объективной доски

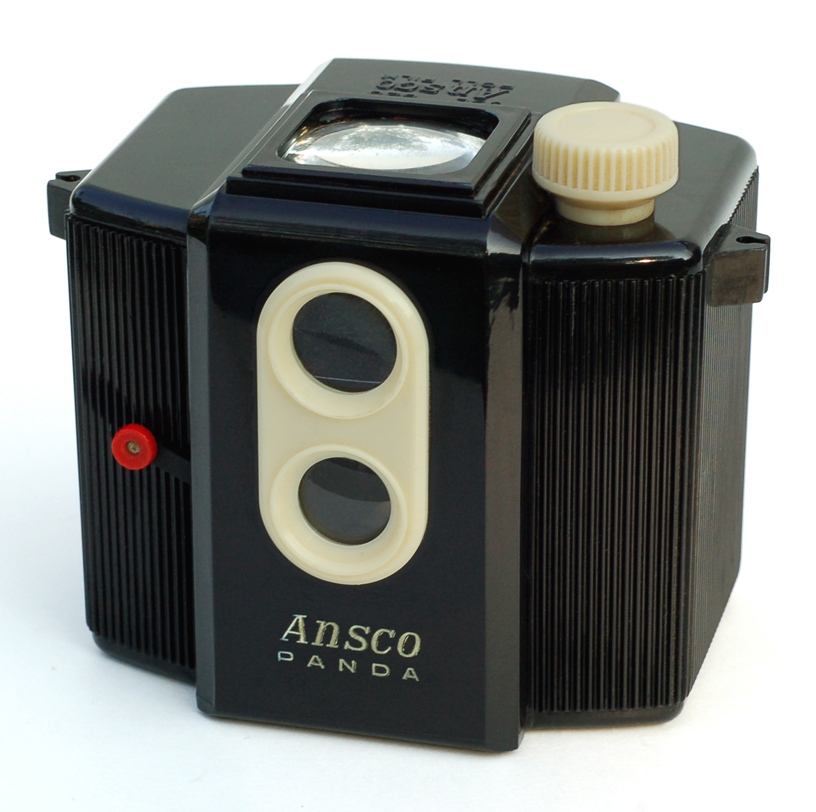
Двухобъективный зеркальный фотоаппарат «Ansco Panda» с фиксированной фокусировкой

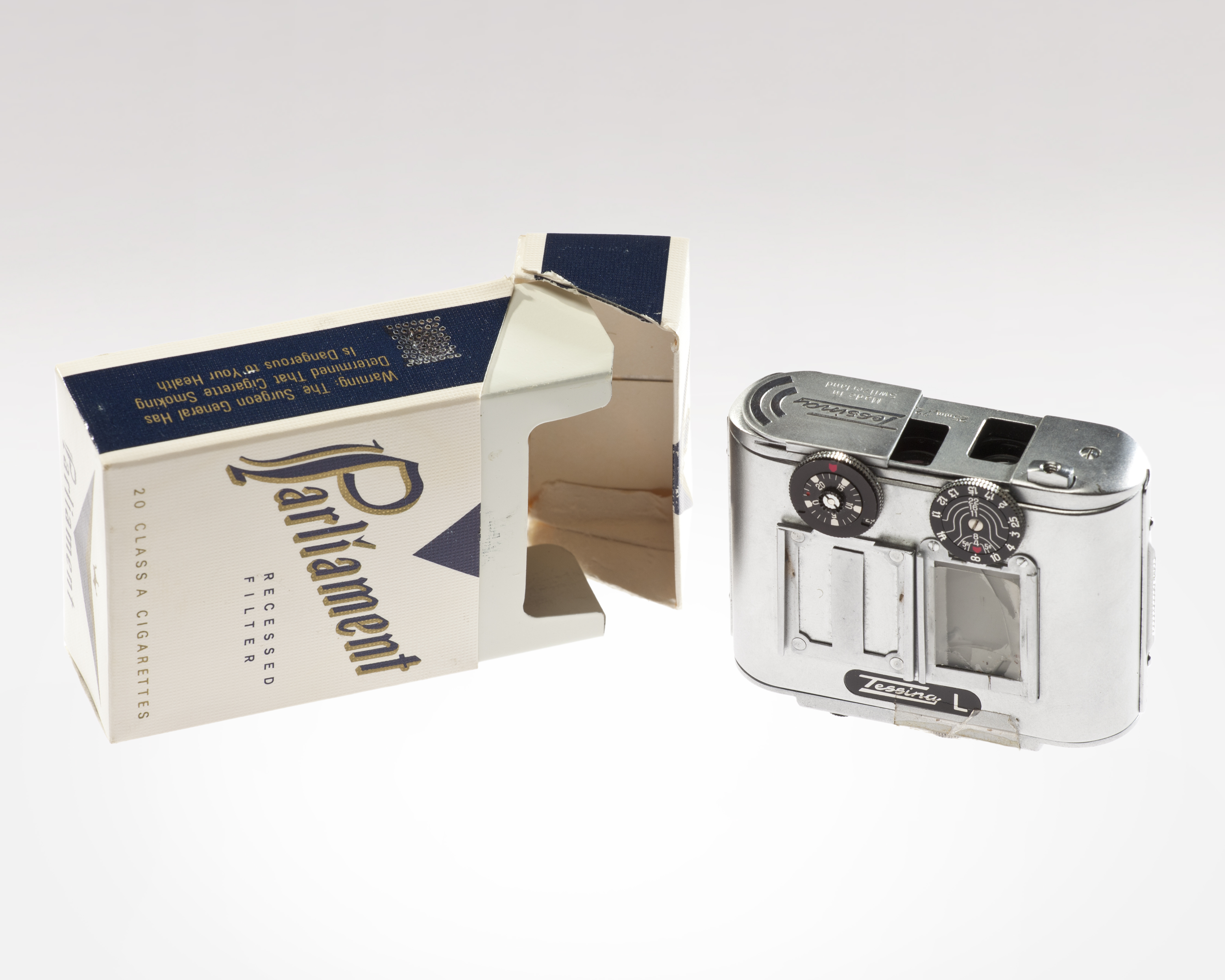
Миниатюрный двухобъективный зеркальный фотоаппарат «Tessina»

Сравнивая двухобъективную схему с однообъективной, стоит отметить:
- Преимущества:
  - Практически отсутствует задержка срабатывания затвора, поскольку не требуется подъём зеркала;
  - Конструктивная лёгкость использования малошумного центрального затвора, обеспечивающего синхронизацию с электронной вспышкой на любых выдержках[* 1];
  - Изображение в видоискателе не пропадает даже на время экспонирования, обеспечивая наблюдения непосредственно в момент съёмки[4];
  - Отсутствие вибраций и шума неподвижного зеркала;
  - Более дешёвая и надёжная конструкция из-за отсутствия механизма подъёма зеркала;
  - Ненужность сложных механизмов прыгающей диафрагмы[5];
  - Возможность использования светофильтров с малым светопропусканием без затемнения видоискателя.
- Недостатки:
  - Параллакс — несовпадение поля зрения съёмочного объектива и видоискателя на близких расстояниях. Причиной служит расстояние между основным объективом и объективом видоискателя, называемое базисом[6]. Наиболее совершенные фотоаппараты оснащались механизмами компенсации параллакса с помощью подвижной рамки видоискателя;
  - Ограничения при использовании сменной оптики и невозможность применения зум-объективов[5]. Большинство двухобъективных зеркальных фотоаппаратов оснащалось несменными объективами. Относительное удобство использования сменной оптики обеспечивали камеры с подвижной объективной доской[* 2];
  - Непригодность для макросъёмки, репродукционных работ и съёмки через оптические приборы (астрофотография, микрофотография, эндоскопия);
  - Невозможность использования крупных объективов и бленд (из-за близкого взаиморасположения пары объективов);
  - Сложности при использовании ориентированных насадок и светофильтров: поляризационных, градиентных и т. п;
  - Невозможность использования специальных видов оптики, таких как шифт-объективы;
  - При использовании сменных объективов (или поляризационных светофильтров) необходима их пара, что вдвое поднимает цену смены оптики относительно прочих схем;
  - Невозможность оценить глубину резко изображаемого пространства и боке из-за отсутствия ирисовой диафрагмы в объективе видоискателя[* 3];
  - Сложность реализации TTL-экспонометра.

## Объективы
Классическая двухобъективная система предусматривает расположение объективов друг над другом, что объясняется бо́льшим удобством вертикального параллакса при видоискателе шахтного типа, наиболее распространённом в подобных конструкциях. Однако, существуют примеры камер с горизонтальным расположением пары объективов, например японские Samocaflex и Toyoca-35.
Объективы в двухобъективных зеркальных фотоаппаратах могут быть идентичными, но чаще всего различаются в целях оптимизации стоимости. При использовании различных объективов (например, нижний — «Триплет», а верхний — однолинзовый) они должны совпадать по углу поля зрения. При этом фокусные расстояния могут различаться, и чаще всего объектив видоискателя более короткофокусный, что позволяет делать конструкцию более компактной. Такое решение использовано, например, в отечественных фотоаппаратах серии «Любитель».
При этом объектив видоискателя, как правило, обладает большей светосилой, чем съёмочный, чтобы обеспечить более точную фокусировку за счёт меньшей глубины резкости. Кроме того, светосильный объектив обеспечивает высокую яркость изображения в видоискателе, облегчая кадрирование и наводку. Более дешёвая конструкция отражается на пониженной резкости по полю, что считается приемлемым, поскольку для фокусировки используется центральная часть кадра.

## Видоискатели
В большинстве двухобъективных камер используется видоискатель шахтного типа, поскольку пентапризма значительно утяжеляет и удорожает фотоаппарат. Использование шахты упрощается тем обстоятельством, что большинство двухобъективных фотоаппаратов рассчитано на квадратный кадр, допускающий съёмку с единственной ориентацией камеры. Большинство камер было рассчитано на кадр 6×6 сантиметров плёнки типа «рольфильм», но кроме этого был популярен формат 4×4 плёнки тип-127. При этом фотограф рассматривает изображение, глядя в камеру сверху вниз, перпендикулярно направлению съёмки. Видоискатель строит зеркальное изображение, перевёрнутое по горизонтали. Для кадрирования и фокусировки используется фокусировочный экран, чаще всего состоящий из прозрачного поля коллективной линзы с матированным кругом в центре. Для точной наводки шахта оснащена откидной лупой.
Большинство шахт двухобъективных зеркальных фотоаппаратов дополняется рамочным видоискателем на уровне глаз с откидной стенкой. Такой видоискатель, часто называемый «спортивным», лишён возможности фокусировки, но полезен при репортажной съёмке динамичных сцен.

## Двухобъективные зеркальные камеры сегодня
Самым известным брендом двухобъективных зеркальных камер считается Rolleiflex, разработанный в 1928 году и ставший образцом для подражания большинства производителей фототехники. Фотоаппараты подобной конструкции оставались популярны до начала 1960-х, когда были вытеснены с рынка усовершенствованными однообъективными фотоаппаратами.
Усовершенствования коснулись использования зеркала постоянного визирования, не требующего взвода затвора для опускания, и механизмов прыгающей диафрагмы, устраняющей затемнение видоискателя при диафрагмировании.
В отличие от двухобъективных, однообъективные зеркальные фотоаппараты избавлены от параллакса, позволяют наглядно оценить глубину резко изображаемого пространства, боке, а также эффекты от применения различных светофильтров и насадок. Кроме того, использование сменной оптики ничем не ограничено. В целом, двухобъективная система значительно уступает в функциональности и гибкости однообъективной, пригодной для любых общефотографических и прикладных задач. По этой причине выпуск двухобъективных фотоаппаратов был постепенно прекращён. К моменту появления цифровой фотографии двухобъективная схема считалась устаревшей и в цифровых фотоаппаратах не использовалась. Единственное исключение составляет двухмегапиксельный Rolleiflex MiniDigi, выпущенный в 2004 году для любителей аппаратуры ретростиля.
В то же время двухобъективная схема многократно дешевле и неприхотливее, за что ценится любителями аналоговой фотографии. Среднеформатные камеры типа Yashica, Mamiya или Flexaret позволяют получать качество изображения, доступное студийным зеркальным фотосистемам, долларовая стоимость которых описывается пятизначными цифрами даже на вторичном рынке. При этом двухобъективные фотоаппараты благодаря простоте вполне доступны среднему покупателю. Конструкция поддаётся предельному упрощению: в СССР выпускался фотоаппарат «Любитель-166В» с пластмассовым корпусом и простейшим механизмом перемотки, который стоил немногим дороже самых дешёвых шкальных камер. Многие зарубежные двухобъективные фотоаппараты вообще не имели возможности фокусировки, что ещё больше удешевляло конструкцию.

## Советские двухобъективные зеркальные фотоаппараты
В Советском Союзе двухобъективные зеркальные камеры выпускались на Ленинградском оптико-механическом объединении. Все они были среднеформатными (плёнка типа 120), размер кадра 6×6 см.
- Первым советским фотоаппаратом такого типа в 1946 году стал «Комсомолец» — шкальный фотоаппарат, зеркальный видоискатель только для визирования и кадрирования[8].
- «Любитель» (1949 год).
- «Любитель-2» — «Любитель» с автоспуском и синхроконтактом.
- «Нева» — фотоаппарат с металлическим корпусом, улучшенным объективом «Индустар-6» и шкалой световых чисел. Выпущен в малом количестве.
- «Спутник» — трёхобъективный стереоскопический фотоаппарат на базе «Любителя».
- «Любитель-166» — взвод затвора совмещён с перемоткой плёнки.
- «Любитель-166В» — упрощённая модель с раздельным взводом затвора и перемоткой плёнки.
- «Любитель-166 универсал» — модификация «Любителя-166В», комплектовалась вкладышем на размер кадра 4,5×6 см.

## Любопытные факты
- Большинство TLR-камер было среднеформатным, однако самой маленькой серийной TLR-камерой была швейцарская «Tessina», которая использовала плёнку типа 135, делая кадры размером 14×21 мм. При этом фотоаппарат мог надеваться на руку как часы и оснащаться съёмным циферблатом[14].